# GUITARFREAKS

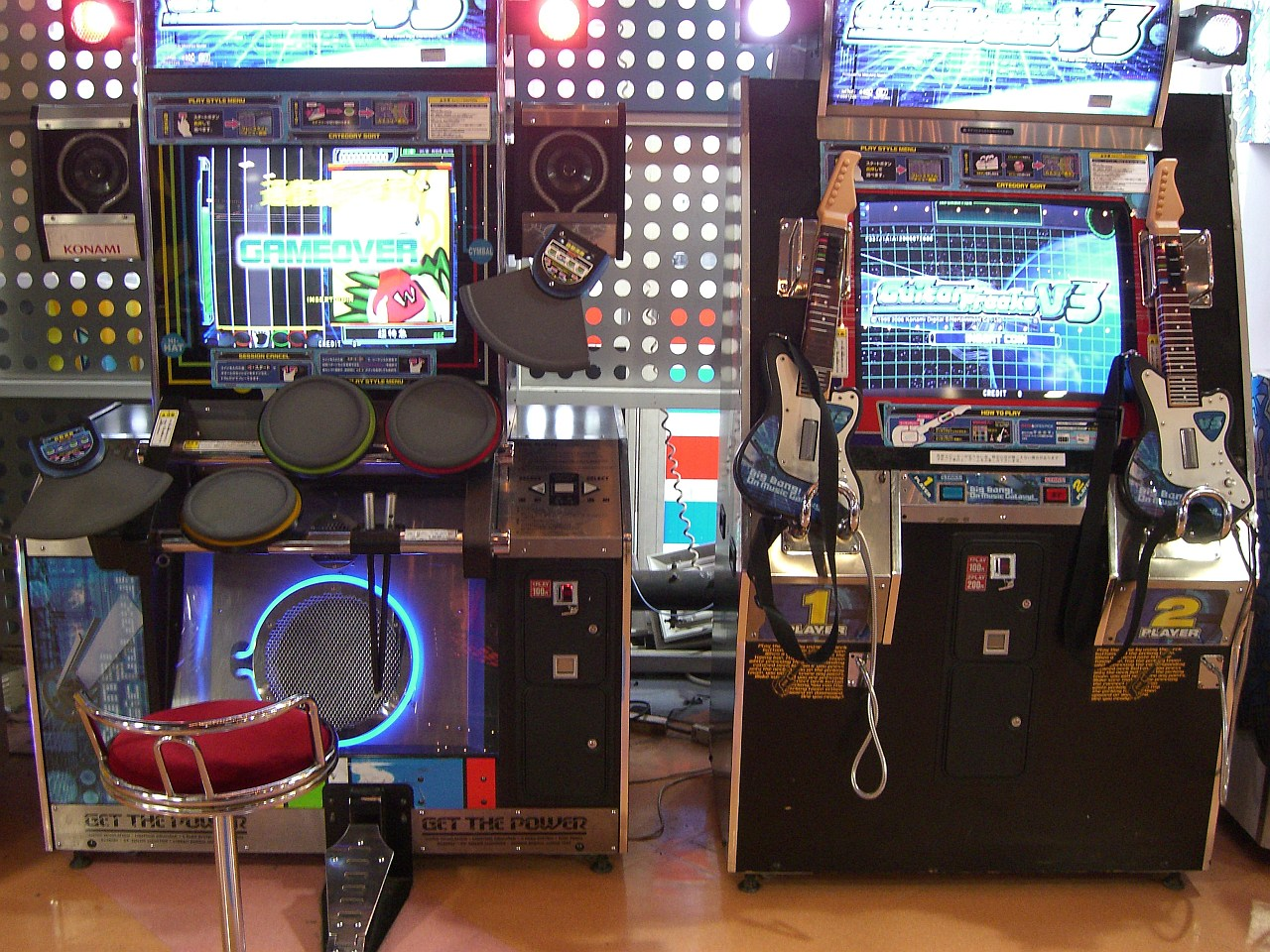
GuitarFreaksV3筐体。左はDrumManiaV3。

GUITARFREAKS（GuitarFreaks、ギターフリークス）は1999年にBEMANIシリーズの第4弾としてコナミ（現・コナミデジタルエンタテインメント）より発売された音楽ゲーム。その名の通り、ギターを演奏するものである。通称はギタフリおよびGFで、2つで1つであるdrummaniaシリーズと一括してギタドラと呼ばれることもある。
慣例的に「ギターマニア」でなかったのは、コナミが1999年4月1日に発売した「ときめきメモリアルドラマシリーズVol.3 旅立ちの詩」の作中で「ギターマニア」という名称の架空のアーケードゲームが登場しているためとされている。ただし、弦を押さえて弾く点は同じであるものの、ゲーム性は全く異なる。プロデューサーとして小島秀夫が参加していた。
従来のシリーズは、2011年3月28日稼動の『GuitarFreaksV8』をもって終了したが、シリーズは並行して稼働を開始したXGシリーズ・GITADORAに移行している。なお、2013年3月31日をもってe-AMUSEMENTサービスは終了したが、設置店舗ではネットワークを利用しない範囲で遊べる。

## 概要
GuitarFreaksの筐体は中央にディスプレイがあり、その下に2つのスタートボタン、ディスプレイの外側にスピーカーが付いており（4thMIX以降スピーカーが増設された）、そこにエレキギターを模したデバイスが両サイドに1つずつ立てかけられている。
スタートボタンの内側にPlayStation用のメモリーカードスロットやPlayStation版の同シリーズ専用コントローラを接続するための端子がついている場合もある（メモリーカードスロットは家庭用ソフトでエディットした譜面をロードするため、コントローラ端子は家庭用専用コントローラを「マイギター」として使用するためものだったが、現在はどちらも使用不能となっている）。8thMIX power-up ver.以降は左右それぞれのスピーカーの上にe-AMUSEMENTの磁気カード（V3以降はe-AMUSEMENT PASS）を挿入するカードリーダーが付いている。
ギターには、ネック部分にR（赤）・G（緑）・B（青）の3つのボタン、ボディ部分にピックレバーとエフェクターノブが存在する。エフェクターノブの操作により音質が変わり、選曲画面で緑を押しながらエフェクターノブでソート順を切り替えられる。ちなみにギターと筐体本体は信号のやりとりを行うケーブルが通ったチューブの他に、ワイヤーでもつながっている。
また、DrumManiaと接続するためのケーブルがあり、これにより同作とのセッションプレイが可能となっている。その関係上、隣り合って設置されていることが多く、同時期に稼動している機種ではイメージも統一されている。
- 5thMIX〜11thMIXまではdrummaniaに接続したセッションボックスへの接続による。特に5th/6thはKEYBOARDMANIA 3rdMIXも加えたマルチセッションGDKとなる。
- V以降はシステム基板がPlayStation 2ベースの物に変更され、基板上のLANコネクタによる接続となった。
- V4ではシステム基板がWindows XP Embedded PCベースの物に変更された。

画面は、中央にプレイ中の曲のクリップが表示される領域（Vで画質が大幅に向上）があり、その上に両プレイヤーのエキサイトゲージ、左右に各プレイヤーの譜面として4列の表示がある。両端には各プレイヤーのオプションが表示されている。この4列は左から順にR/G/B（この3つは後述するLEFTオプションで逆になる）/W（後述するWAILING BONUSにおける、ギターを立てる指示）が表示され、下から上へと流れていく。

## ゲームプレイの詳細
1. クレジットを投入し、スタートボタンを押す。
2. セッションプレイの選択を行う。
スタートボタンを押した後、接続されているDrumManiaがプレー中でない場合は双方の筐体にセッションプレイ受付中であることを示すメッセージが表示される。ギターのみの2人プレイやドラムとのセッションプレイを行う場合は、このときにそのプレイヤーもクレジットを投入しスタートボタンを押す（5thMIX・6thMIXでは更にKEYBOARDMANIA 3rdMIXもセッションに参加可能）。
セッションプレイを望まない場合は、Rボタンを押しながらスタートボタンでキャンセル可能。また、Bボタンを押しながらスタートボタンを押すと、モード選択の前にオプションの設定が可能で、e-AMUSEMENT PASSを使用する場合はこの時のみ設定をカードに保存することもできる。
3. e-AMUSEMENT PASSを使用する場合
e-AMUSEMENT PASSをカードリーダーに挿入し、パスワードを入力する。GUITARFREAKSのプレーデータが記録されていないカードであった場合は名前とキャラクター、V5からはキャラとバトル情報とネームの表示、非表示(以後エントリー画面でGボタンを押しながらスタートで入れる その時称号の変更もできる)の登録となる。
4. ゲームモードを選ぶ
#ゲームモードを参照
5. 曲を選ぶ
ネックのRとBのボタンで曲を選択、スタートボタンで決定する。Gボタンやピックレバーの組み合わせの操作により、スクロールスピードの設定や譜面種別や難易度の選択も可能。決定時にスタートボタン長押しで、オプションの設定画面に移動できる。
6. プレイする
画面下から上がってくる3色のバーに合わせてネックのボタンを押し、タイミングを合わせてピックレバーをはじく。タイミングが良ければエキサイトゲージが上昇し、タイミングが悪かったりネックボタンの組み合わせが間違っていると下がる。タイミングには段階があり、PERFECT(誤差0.03秒以内)→GREAT(誤差0.05秒以内)→GOOD(誤差0.1秒以内)→POOR(誤差0.2秒以内)→MISS(誤差0.2秒以上)の順で高得点になる(GF4th以前はCOOL→GREAT→BADの順)。POORよりタイミングが悪いとコンボが切れてゲージが下がり、ゲージが0になってしまうとゲームオーバー（8thMIX power-up ver.〜11thMIXまではe-AMUSEMENTカードに回復アイテムのストックがあればそれを消費して復活できた）。
7. 結果の表示
1曲を最後までプレイできた場合、各評価の数やコンボ数などのプレイ結果が表示される。規定曲数を終えていなければこの後選曲画面に戻る。
規定曲数を終え、平均の評価がSランク以上であった場合はEXTRA STAGEに突入する。9th以前は専用の曲を演奏するステージに移行していたが、10th以降は専用曲も含めた中から任意に1曲を選択する方式となる。なお4thMIX以降は、EXTRA STAGE専用曲で好成績を収めることで、さらなるステージに突入する（後述）。
8. ゲーム終了後
ゲーム終了後、各曲のスコアが表示される。8thMIX power-up ver.〜Vではこの後e-AMUSEMENTのカードを使用していた場合はルーレットが出現し、16分割されたイラストのピースを獲得でき、ここでイラストを完成させると携帯電話用サイトで待ち受け画像などを取得することが可能。また、この際に前述の回復アイテム（Vでは隠し曲をプレイするためのチケット）を獲得できることもある。
獲得したスキルポイント（後述）もこのとき表示される。

## ゲームモード

### 最終バージョン（V8）で選択可能なモード
EASY
初心者向けのモード。9thMIXからV5までに搭載されていたBEGINNERモード、8thMIXのみに搭載された入門モードもほぼこれに相当する。BASIC譜面より難易度が低いEASY譜面が用意されるほか、1ST STAGEのみいくらミスしてもゲームオーバーにはならない。ただしオプションは設定できない。プレイできる曲は一部のライセンス曲のみ。
STANDARD
通常のゲームモード。ロング曲はこのモードでのみ選択可。V6より旧BEGINNERモードと同じく1ST STAGEのみいくらミスしてもゲームオーバーにはならなくなった。
BATTLE(全国)
オンライン接続されている他店舗の同筐体のプレイヤーと1対1で対戦するモード。お互いに1曲ずつ選択し、1ラウンド2曲（それぞれ同パート同レベル）の合計ポイントを競う。1ラウンド目の勝敗に関らず2ラウンドが行われ、都合4曲のプレイが保証される。なお、オプション設定のRISKYは使用不可。AUTO、RANDOM、SUPER RANDOM、HYPER RANDOMは対戦相手が同じ選択をしていた場合のみ有効となる。他の詳細は後述とする。
BATTLE(店内)
BATTLEモードの店内対戦仕様。GUITARFREAKSの同バージョン筐体が店舗内に2台以上あり、かつネットワーク接続されている場合のみに表示される。こちらには後述のランク制度は存在しない。
BATTLE(CPU)
BATTLEモードのCPU対戦仕様。上記BATTLEモードのどちらも選択できない場合のみに表示される。

### 過去に存在したモード
PRACTICE
はじめに簡単なリフを数種類練習し、その後1曲だけ通常プレイを行う。5thMIXにてBEGINNERモードに改正される形で廃止。
NORMAL
EXPERT
通常のゲームモード。それぞれ収録されている曲や譜面が異なっている。また、コマンド入力により通常より難度の高い譜面を演奏するEXTREMEモードにも変化させることもできた（#パートと譜面難度の項も参照）。5thMIXにてSTANDARDモードとして統合される形で廃止。
EXTREME plus
2ndMIXから4thMIXまで搭載され、隠しコマンドにより出現。EXTREMEモードよりも更に難しい譜面を演奏する。上記2モードと同じく5thMIXにて廃止。
BONUS TRACK
3rdMIXから9thMIXまで搭載。通常よりも演奏時間の長いロング曲、およびメドレー曲をプレイすることが出来た。10thMIXにてSTANDARDモードに吸収される形で廃止。
FREE SELECT
4thMIXのみ搭載され、隠しコマンドにより出現。BONUS TRACK曲などの一部楽曲を除いて全曲から選択できるモード。現在のSTANDARDモードに近いシステムであったといえる。
NON STOP
4曲を続けざまにプレイするモードで、beatmaniaIIDXシリーズのEXPERTモードに相当。6thMIX〜V3まで搭載。
NON STOPには、あらかじめ楽曲やコース名が決められた「OFFICIAL」、自分で楽曲を選択できる「ORDER」、ランダムで楽曲が選ばれる「RANDOM」の3種類のモードがある。いずれも曲と曲の間にはわずかな時間しか空かず、さらにエキサイトゲージも回復しない。また、曲にまたがってコンボ数がカウントされる。
インターネットランキングに使用されたり、スキルポイントの対象ともなったが、V4にて廃止された。
GRAND PRIX
V4、V5に搭載。一定期間内にどれだけの最高得点を得られるかを競う、全国大会専用モード。e-AMUSEMENT PASSを使用する場合のみに表示される。大会により、参加資格やルール、特典が異なり、1つの大会の開催期間は通常1〜2週間程度。いつも何らかの大会が、入れ替わりで開催されていた。
QUEST
V6に搭載。様々な指令をクリアしていくモード。認定試験等もあり、プレイヤーの実力等を知る一つの目安となる。
- QUESTの例
  - 難易度15以上の曲をフルコンボでクリア
  - DAYDREAMのOPEN、EXTREMEをエクセレント（全てPERFECT判定）でクリア

といった指示があり、比較的簡単なものから容易に達成出来そうにない指示まで存在した。

## パートと譜面難度
ひとつの楽曲には複数のパートと難度が用意され、最大で10種類の譜面が収録されている。
GUITAR、BASS、OPENPICK
パート(譜面の種類)。BASSはその曲のベース用の譜面をプレイする(音もベースの音に変化)もので、OPENPICKは譜面の中にボタンを押さずにピックレバーを操作するバー(灰色で、OPENの文字がある)が存在するもの(音は一部を除きGUITARと同じ)。BASSは3rdMIXから、OPENPICKは7thMIXから登場している。

ピックレバーをはじいた後にGを2回押して、もう一度ピックレバーをはじくことで、GUITAR→BASS→OPENPICK→GUITAR…と譜面の種類が変化する。
モードの登場時期の関係により、2ndMIX以前が初出の曲にはBASSとOPENPICK、6thMIX以前が初出の曲にはOPENPICKが存在しない曲が多くある。なお、すべてのロング曲には、BASSもOPENPICKも存在しない。
V3までは、2人プレイ時にBASSパートをプレイできるのはどちらか片方だけだった(もう一人は必ずGUITARかOPENPICKを選択しなければならない)。V4からは、2人ともBASSにすることが可能になっている。
EASY、BASIC、ADVANCED、EXTREME
譜面の難度種別。EASYはEASYモード専用。STANDARD、BATTLE、GRAND PRIXモードではGを押しながらピックレバーを2回はじくことで、BASIC→ADVANCED→EXTREME→BASIC…の順で難易度を変更できる。ただし、曲やパート(GUITAR/BASS/OPENPICK)によっては途中の物が存在しない場合もある(特にBASSはEXTREMEがないものが多い。またEASYはGUITARにしか存在しない)。
なお、GUITARFREAKSでは難易度を上昇するための方法としてノート数を増やす他に運指を複雑にするという方法があるため、譜面の難易度によりノート一個当たりの点数が変化する(一方、ドラムマニアでは譜面難易度によってノート一個当たりの点数は変化しない)。
5thMIXまではPRACTICE→NORMAL→EXPERT→EXTREME→EXTREME+であり、現行の難易度との対応は以下の通り。
- NORMAL/EXPERT → BASIC
- EXTREME → ADVANCED
- EXTREME+ → EXTREME

また、当時は選曲前にNORMAL、EXPERT、EXTREME+のいずれかから選ぶ必要があり、難易度の切り替えはコマンドによるNORMAL/EXPERT⇔EXTREMEのみ可能であった。
難度値
譜面の具体的な難度を表す数値。01〜99の99段階で示される(ただし10未満の数値はEASY譜面にしか存在しない)。曲の難しさを比較したり、自分の腕前に適正な曲を推測するのに役立つほか、STANDARDモードではスキルポイントにも影響を及ぼす。
V5にて、「Rock to Infinity」という曲のEXTREME譜面に「∞」という難度値が登場したが、それはあくまでINFINITY STAGEにおける演出であり、実際の難度値は99である。
なお、99段階難度は5thMIXからの導入で、4thMIXまでは難易度は★の数で表されていた。

## プレイスタイルメニュー
プレイスタイルメニューを活用すると、ゲームを遊ぶ上で、様々な要素を自分好みにカスタマイズできる。
プレイスタイルメニューは、以下の3つの方法で呼び出すことが可能。
1. エントリー画面（セッションの可否を選択する画面）でBを押しながらSTARTボタンを押す
2. 曲選択画面でGを3回押す
3. 曲選択直後、画面が暗転するまでSTARTボタンを押しっぱなしにする

とくにエントリー画面で呼び出した場合は、e-AMUSEMENT PASS使用時ならカードにプレイスタイルを保存でき、以降は同じプレイスタイルで遊ぶことができる。
なお、このメニューにあるプレイスタイルは、曲選択画面でピッキングレバーを8回入力するとすべて初期状態に戻される（V3以前は10回入力）。
プレイスタイルメニューで設定できるのは、以下の要素。
スクロールスピード（SPEED）
シーケンスが流れる速さ。標準の速さは「×1.0倍速」となる。
現在(V4以降)は×0.5倍速〜×20.0倍速まで、0.5刻みで変更が可能(×10.0倍速まで。×10.0倍速の次は×20.0倍速となる)。×0.5倍速と×20.0倍速は、V4では特定の条件を満たす必要があった。
10thMIX〜V3は×1.0倍速〜×10.0倍速(×10.0倍速は「MAX」と表記される)、9thMIX以前は×1.0倍速〜×7.0倍速、6thMIX以前は×1倍速〜×7倍速(変更幅は1刻み)、3rdMIX以前は×1倍速・×3倍速(ファストフロー)・×6倍速(スーパーファストフロー)の三段階のみ。
コマンドは8thMIX〜V3がG3回押し、7thMIX以前はR→G→B→ピッキング2回。現在はプレイスタイルメニューでのみ変更できる。また4thMIX以降は、プレイ中にSTARTボタンを押しながらRを押すと1段階減速、Bを押すと1段階加速できる。
HIDDEN/SUDDEN/STEALTH
HIDDENはバーが判定ラインの手前で見えなくなってしまう（もちろんタイミング通りに弾かなければならない）。第1作より存在。
SUDDENはバーが見えない状態で出現し、判定ラインの手前で突然見えるようになる。2ndMIXより導入される。
なお、HIDDENとSUDDENは併用でき、その場合は判定ラインの手前でほんの一瞬だけバーが見えるようになる（完全に見えなくなることはない）。
STEALTHは譜面が完全に見えなくなる。V4より導入されたが、V4では特定の条件を満たす必要があった。
DARK
背景やエキサイトゲージ、判定ラインなどが見えなくなる。ただしエキサイトゲージが減少したときの演出は表示される。プレイが難しくなる反面、レーンの背景が見えなくなるためバーが見やすくなる効果もある。11thMIXより導入。
V4からは、従来のDARKは「DARK FULL」となり、そこから判定ライン・小節の区切り線などが見えるようになる「DARK HALF」という新たなスタイルが追加された。
REVERSE
通常は下から上へ移動するバーが、上から下に移動するようになる（判定ラインも画面下側に移動）。
POSITION
タイミングの判定（「PERFECT」「POOR」など）の表示位置を、「通常（レーンの上）」「クリップの上」「消去」のいずれかに変更できる。なお、プレイ中でもSTARTボタンを押しながらGを押すたびに切り替えられる。
COMBO
コンボ数の表示のON/OFFを切り替えられる。
AUTO
AUTO NECKとAUTO PICKの2種類から選べる。AUTO NECKはネックボタンの操作を自動でしてくれる（プレイヤーはピッキングだけすればよい）ようになり、AUTO PICKは逆にピッキングを自動でしてくれる（プレイヤーは運指だけ合わせればよい）。難度が著しく下がるため、このオプションを付けてクリアした場合はクリアマークが青色になり、スキルポイントの達成率も0になる。
元は家庭用のトレーニングモードで使用できたオプションである（家庭用ではAUTO NECKがPICKING ONLY、AUTO PICKがFINGERING ONLYとなっている）。アーケード版でもV5から「LIGHT」と入れ違いに登場。
RANDOM
RANDOM、SUPER RANDOM、HYPER RANDOMを設定できる。RANDOMは一小節単位でバーのR/G/Bがランダムで入れ替わる。SUPER RANDOMは一つのバーごとにR/G/Bがランダムで入れ替わる(バーの本数までは変わらない)。HYPER RANDOMはSUPER RANDOMの効果に加えバーの本数そのものが変わる（譜面が変わるとも表現できる）。
GRAND PRIXでは基本的に使用できない。また、BATTLEでは相手と同じものを選んだときのみ有効となる。
RISKY
RISKY 4、RISKY 2、RISKY 1を設定できる。設定回数POORもしくはMISSを出すとSTAGE FAILEDとなる（ただしゲームオーバーにはならず次のステージへ進む）。V3まで存在したHAZARDに似ているが、空ピックでもゲージが減少する点が大きく異なる。このオプションを使用してSTAGE FAILEDとなった場合、EXTRA STAGEを出現させた場合でもEXTRA STAGE専用新曲(赤文字表記)が表示されなくなる。V4〜V5に存在したEXTRA STAGE専用旧曲(紫文字表記)の出現には影響しない。
LEFT
左利きプレイヤー用にバーの並び順を逆（通常RGBの順になっているところをBGR）にする事ができる。
SHUTTER
レーン下部にシャッターが出現し、バーが見えなくなる。シャッターの表示範囲は10%単位で指定可能。
beatmaniaIIDXの「SUDDEN+」と同様のオプションであるが、調整単位が10%刻みと粗いことや、プレイ中の微調整ができないことから、SUDDEN+ほどは普及していない。
過去存在したプレイスタイル
- HIGH SPEED EDITION
曲そのものが2倍速なるモード。特定の曲のみ選択可能。ピッチまで変わり、非常にタイミングが取りづらい。第1作と2ndMIXで存在。
- BATTLE MODE
1P側と2P側の譜面が同じになる。6thMIXまでは同じ曲でも1Pと2Pで譜面が異なっていたため存在していたコマンド。
- SCREEN
レーンに衝立が出現し、バーが見えなくなる。STEALTHオプションに似ているが、こちらは画面に現れた時点と弾く直前がわずかに見える。
- BRANCH
最初はGのバーが出現し、判定ラインの手前で本来のR/G/Bに枝分かれする、「バーの数とタイミングがわかるSUDDEN」とも言えるプレイスタイル。8thMIXと9thMIXで存在。
- ITEM
「ゲームプレイの詳細」で述べた回復アイテムを使用するかどうかの設定。OFFにすると、回復アイテムを持っていてもゲージがゼロになるとゲームオーバーとなる。
- LITTLE
ボタン3つの譜面を2ボタン（R/Bのみ）にする物。10thMIXで「LIGHT」と入れ違いに廃止。
- LIGHT
本来バーのないところでピックレバーを操作してしまうとMISSとなってしまうが、このオプションを付けるとバーのないところでピックレバーを操作してもMISSにならない。ただし、このオプションを使用すると、獲得できるスキルポイントが通常の半分になる。10thMIXで「LITTLE」と入れ違いに登場し、V5で「AUTO NECK/AUTO PICK」と入れ違いに廃止。
- HAZARD
JUDGEMENTの一つで、1人プレイ専用オプション。2回POORもしくはMISSを出すとSTAGE FAILEDとなる（ただしゲームオーバーにはならず次のステージへ進む）。クリアに成功すると8310点(点数はハザードとの掛詞)のボーナスが入り、曲選択画面でHAZARDクリアマークが表示される。V2とV3で存在したが、LIGHTと同様に空ピックをしてもMISSにならなくなるためフルコンボが通常より簡単になってしまうという問題があったためにV4で廃止された。

## アンコール他ステージ
4thMIX以降は、EXTRA STAGE専用曲を選択してSランクを取った場合（VではPERFECT率が95%以上）、更に難易度の高い専用曲に挑戦するENCORE STAGEとなる。この際、演奏タイミングの評価でPERFECTの占める割合が98%以上の場合は、更に難易度の高いPREMIUM ENCORE STAGE（V2〜V4はPREMIUM STAGE）となる。
ENCORE STAGE以降は演奏する曲が固定され、自由に選ぶことはできない。また、EXTRA STAGEのプレイ譜面より上の難易度は選択できない。
上記以外にも、作品により異なるステージが存在する。
- V4では、EXTRA STAGEに旧作での専用曲が出現し、そこでENCORE STAGEの条件を満たすとSPECIAL STAGEに、PREMIUM STAGEの条件を満たすとLEGEND STAGEに、それぞれ突入。いずれも旧作でのENCORE STAGE・PREMIUM ENCORE STAGEの楽曲が出現し、クリアするとその曲の特定パート・難度の譜面が解禁される。
- V5では特定条件を満たしてEXTRA STRAGEをクリアすると、INFINITY STAGEに突入。クリアすると引き続きENDINGとして、スタッフロール限定曲がプレイできる。また、V4と同じSPECIAL STAGEも存在。
- V6ではPREMIUM ENCORE STAGEをクリアすることで、BLAZING STAGEに突入。V5のENDINGと同じく、スタッフロール限定曲がプレイできる。

## ゲーム内の企画

### V8にて行われていた企画
GDP
V7より導入された要素。
- ゲームプレイによりGDPが加算され、集めたGDPが一定値を超えると、隠し曲が獲得できる。
- GDPの上限は、時期に応じて段階的に上昇していった。

BATTLE(全国・店内)
V3より始まったオンライン対戦専用のゲームモード。
- 1人でゲームを行う場合のみ選択が可能。
- 店内モードは同バージョンのGUITARFREAKSが複数台設置されている店舗でのみ表示される。
- プレイヤーのスキル差による圧倒的不利(有利)を防ぐため、SS〜D3(13段階)にクラス分けされ、所属するクラスにより楽曲のプレイできる難度値の上限が決められる。BATTLEモード初回選択時に所属するクラスを選択できるが、V4以降は前作までのスキルポイントのうち一番高いものから、所属できるクラスの下限が設定される。ただし、店内対戦モードでは所属するクラス分けは無効となる。
- 全国対戦でのマッチングは同クラスか隣接する上下1クラスから行われ、一定時間内に相手が見つからない場合はCPU(コンピュータ)戦となる。
- お互い1曲ずつ選択した曲(それぞれ同レベル同パート)で対戦し1曲100万点を満点とする2曲の合計ポイントを競う。なお、ロングバージョン曲は選べない。
- ポイント加算方法は、コンボ数とPERFECT数のバランスを重視したNORMAL、PERFECTは少なくてもコンボさえ繋げられれば良いCOMBO重視、逆にコンボが続かなくてもPERFECTの数で勝負出来るPERFECT重視から曲選択時に選ぶ事ができる。STANDARDに得点計算方式が一番近いのは「COMBO重視」。
- 共通項目として、1ラウンド2曲で都合4曲のプレイが保証され、曲の途中でゲージが尽きてもプレイは最後まで継続できる(その場合クリアしたことにはならない)。オプション設定のLIGHT、HAZARD(V3のみ)は使用不可。RANDOM、SUPER RANDOM、HYPER RANDOM、各AUTOは対戦相手が許可している場合のみ有効となる。
- 台湾、香港、マカオ、シンガポールからのプレイヤーも参加している。
- ギタドラシリーズの製作関係者も時々参加しており、対戦することで特別な称号を獲得できる。

BATTLE ITEM
V5にて導入された要素。BATTLEにより得られる「BATTLE POINTS(BP)」を、アイテムと交換できる。
アイテムにはBATTLEに影響を及ぼす「戦略アイテム」、BATTLEには関係しない「演出アイテム」、BATTLE以外にも影響を及ぼす「カスタムアイテム」がある。「カスタムアイテム」にはシステムボイスやアタックエフェクト、シャッターデザイン、判定デザイン、スキン、さらには隠し曲まで存在。
BPとアイテムの交換は、BATTLE終了後の「ITEM COUNTER」で行うほか、携帯電話用サイトからITEMの交換予約が出来る(予約後ゲームをプレイしようとすると、モード選択前に入手する)。ただし、携帯電話用サイトでは一部のITEMが入手できない。
称号
V3より始まった企画。e-AMUSEMENTのカードを使用し、特定の条件を揃える事によって称号を獲得・表示できる。BATTLEモードで対戦相手の画面にも表示されるほか、V4からはすべてのモードで名前の上に常時表示されるようになった。ゲーム機内では、プレイコンフィグ画面にて変更可能(V4以前は、トータルリザルト画面でコマンド(RとBを押しながらSTARTボタンを押す)を入力した時か、新称号を獲得した時のみ変更できた)。携帯電話用サイトでは、ゲームをしていない時も称号の変更できる。
V3では称号の総数は非公表だったが、V4以降は総数を公表。また「記念称号」と呼ばれるものも存在するが、こちらは総数が公表されていない。
前作からのプレイデータを引き継ぐことで、自動的に獲得できる称号もある。
EXTRA RUSH
V3より導入されたシステム。稼働開始時はLEVEL 1からスタートし、何日か（日数は不定）経過するとLEVELが上昇。それにともない、EXTRA・ENCORE専用曲の解禁条件が緩和（または無条件で解禁）されたり、ENCORE／PREMIUM専用曲が変化したりする。
なお、e-AMUSEMENTに接続されていない筐体はLEVEL 1のままで固定になる。

### 過去（V7以前）に行われていた企画
インターネットランキング
2ndMIXより開始。インターネットを介してスコアを競い合う。
当初はゲーム終了後に表示されるスコアとパスワードを、コナミの公式サイトで入力することにより参加できた。10thMIXからはカードを使うことで自動登録が可能になり（従来のパスワード制も併用）、11thMIXではパスワード不要の自動登録に全面移行。10thMIXまではNONSTOPモードの成績を競っていたが、11thMIXにて「規定曲部門」と「全曲部門」に特化する。
V以降はギタドキング他の企画と入れ替わりに、インターネットランキング企画は終了した。
EXチャレンジ
10thMIXでの企画。カードを使用し、かつ条件を満たしたプレイヤーのみ参加できる。特定の期間に「EXメール」が届き（実際にはモード選択画面にメールのアイコンが出現）、EXチャレンジの課題が表示される。課題には「難度値○○以上の曲をランクS以上でクリア」などがあり、それを達成できれば勲章が獲得できる。ただし勲章は各EXチャレンジごとに全体数が決まっており、早い者勝ちとなる。
獲得した勲章は、携帯サイトで特別着メロ（主に10thMIXのエキストラ・アンコール曲）の抽選に使うことができた。
ギタドランド
11thMIXで開催された、陣取りゲーム式の団体戦企画。参加資格は11thMIXで新規作成したカードを使用することで、カードの絵柄により5つのチームのいずれかに所属し、ゲーム終了時に出現するルーレットとMAXコンボ数により自分のチームにポイントが加算される。一定のポイントが蓄積されると次のエリアを取得でき、エリアによっては隠し曲が出現する場合もある。逆に、他チームにエリアを取得されることもあるため、最悪の場合は自分チームのエリアが消滅してしまうことも（その場合は次のギタドランド開催までエリアが獲得できず、従って隠し曲もプレイできない）。なお、drummaniaのそれとは独立している。
ギタドキング
VからV3まで開催されていた個人戦企画。e-AMUSEMENTのカードを使用していれば誰でも参加できる。一定期間内に特定のテーマにより集められた5曲の成績で予選を行い、上位の一定人数が決勝戦に進む（通過人数は大会ごとに変わる）。
各曲の成績は、GUITARのEXTREME譜面でEXCELLENT（全ノートでPERFECT判定）を出した時のスコアを100.00点として換算。BASSの方が理論値が高い場合も基準はGUITARとなる。HAZARDや遅延ワイリング（後述）を利用することにより100.00点を超えることも可能。
決勝では、隠し曲を含む3曲の成績の合計で順位を競う。隠し曲は決勝進出者には決勝開始と同時に解禁される他、次回のギタドキング開催時に全員に解禁される。なお、V2で開催された"ギタドキング2"の大会のうち、1月に行われた「LIVE2GO!!杯」はBEMANIトップランカー選手権の予選も兼ねていた。
V4で大会の回数やバリエーションを大幅に増やしたGRAND PRIXモードとして独立した。
ギタドタワー
Vでの団体戦企画。e-AMUSEMENTのカードを使用すると、5つのチームのいずれかに配属。プレイ終了後に各ステージもしくは最も成績が良かったステージのMAXコンボもしくはPERFECT数からポイントを算出するためのルーレットが回転し、止めた時の倍率でポイントを獲得するかもしくは他チームから奪うことができる。このポイントをチームで競い、一定期間ごとに所属していたチームの順位に応じてプレイヤーの所属階層が上下する。この階層に応じて隠し曲が出現する場合がある。隠し曲のある階層から下がった場合は、隠し曲が再度ロックされたりすること、また自らのプレイ能力・回数と関係なく隠し曲をプレイする機会に恵まれない場合があることがあった。
ギタドチャンコ
V2での個人戦企画。初回プレイ時にe-AMUSEMENTのカードにキャラクターを登録し、プレイ終了時に6種類のパラメータが成長する。ランダムで選ばれた他プレイヤーのキャラクターと各パラメータを比較し、それによって勝率が決まるルーレットでの勝ち数によって階級が上がり、曲が追加される。その他にも特定の試合で勝てばアンコールチケットやプレミアムチケット、携帯電話用サイトで着信メロディや待ち受け画像などを獲得することが可能。
ショップチャンコ
V2での団体戦企画。全国の店舗を東西ふたつのグループに分け（地域に関係なくランダムで振り分けられる）、ギタドチャンコの勝ち星数を競う。集計期間終了後、勝ったグループの店舗は全店、負けたグループの店舗はランキング上位の店舗のみ、それぞれ隠し曲がプレイできる「SHOP CHANKO TICKET」が発行された。チケットは枚数が固定で、しかも枚数内であればプレイに対する制限は全くなかったため、店舗によっては早々にチケットが無くなる事態も起きた。
キャラバトル
V3のBATTLEモード専用企画。BATTLEモードでは、自分と相手のキャラクター（初回プレイ時に決定する）が表示されるが、12種類すべてのキャラクター相手に勝利することを目的としたもの。期間中は倒したキャラクターの数に応じて隠し曲が解禁された。
GRAND PRIX
V4、V5に存在したゲームモード。恒久的に開かれる、全曲の合計SCORE POINTSで競う「Rock to Infinity杯(月ごとに集計)」及び獲得したGRAND PRIX POINTS(以下、GP)で競う「GRAND PRIX POINTS RANKING」と、ある程度期間が定められている各カップで争われる(参加するにはe-AMUSMENT PASSが必要)。
- カップの種類は、エントリー時に規定のSKILL POINTSが必要な「スキル系」、特定のアーティストのみに的を絞った「アーティスト系」、「季節ごとの曲」を難易度別で争う「シーズン系」(この系統のみ「初級(BASICのみ)」・「中級(ADVANCEDのみ)」・「上級(EXTREMEのみ)」と部門別に分けられていて、いずれかにエントリーすると他にはエントリーできない)、規定コマンドのみ効く「コマンド系」、SCORE POINTS以外の特定ポイントで争う「トライアル系」、そのいずれにも属さない「その他」がある。基本的には課題曲全曲(もしくは上位数曲、トライアル系はそれぞれのルールによる結果)の合計SCORE POINTSで争われる。
- コマンド系及びルールでコマンドが記載されている大会以外では、LIGHT、RANDOM、SUPER RANDOMは使用不可。
- 大会には「参加資格」が必要なものがあり、例として「真・抽選王決定戦」では「抽選王」称号を持っていなければ参加できない。同様に、「RED MASTER杯」では開催時にスキルポイントが1300.00〜1399.99の範囲内であればエントリーが可能である。
- 大会終了時に順位に応じてGPを得られる。
- 大会にはGIII〜SGのグレードがあり、各グレードにより獲得できるGPが変化する。また、獲得したGPにより称号を獲得できる。
- 各大会の優勝者及び、GRAND PRIX POINTS RANKINGの上位プレイヤーは最高峰「GRAND CHAMPIONSHIP」に参加する事が出来る。

BATTLE TOUR
V4のBATTLEモード専用企画。全国を10のエリアに分け、さらに海外も加えた11エリアで対決する。勝つと、相手のプレイ店舗が所属するエリアを「制覇」したこととなり、制覇したエリア数に応じて隠し要素が解禁された。
夏と冬の計2回行われた。
BATTLE STONE争奪戦
V5のBATTLEモード専用企画。プレイヤーに全5色のうち1色のSTONEを割り振り、対決。勝つと、相手の持つ色のSTONEを獲得できる。「ボード」に空いた穴の数だけ、異なる色のSTONEを埋めることで、隠し曲などの特典が得られる。ボードの穴の数は2→3→4→5と増えていき、最後のボードをすべて埋め終えるとCOMPLETEとなる。
＃1と＃2の計2回行われた。
BLAZING CHAMPIONSHIP
V6の個人戦企画で、実質的な「ギタドキング」の復活。ルールもギタドキングとほぼ同じだが、各大会ごとに予選が4つのコースに分かれており、コースごとに予選の課題曲が異なる。一度いずれかのコースを選ぶと、その大会中は他のコースを選ぶことはできない。また、スコアの集計方法もギタドキングとは異なる。
全4回開催されたが、予選突破のボーダーがギタドキングとは比較にならないほど高く、ギタドキングでは最少でも3000人(GFVの第5回大会)が決勝に進出できたが、今回は各回400人まで(各コース100人ずつ)という狭き門であった。
10th ANNIVERSARY EVENT
V6のBATTLEモード専用企画。全楽曲を11のカテゴリに分け、対戦により各カテゴリのグラフを増やしていく。
対戦にて相手の選んだ曲で勝つと、そのカテゴリのグラフが40％増加。相手の選んだ曲で負けるのと、自分で選んだ曲は勝敗に関係なく、いずれもグラフが10％増加する。グラフは100％が上限で、イベント期間内に100％に達したカテゴリの数に応じ、隠し要素が解禁されていった。
「SERIES EDITION」の「GENRE EDITION」の計2回行われた。
ギタドラカルトクイズ
V6公式サイトとの連動企画。毎週日曜日にサイト上でクイズが出題され、その答えとなる曲を実際のゲーム機でプレイすると回答となる。正解者の先着500人までにポイント(「501-順位」ポイント。例：1位500ポイント、500位1ポイント)が付与され、公式サイト上でポイントランキングが公開された。ただし、このポイントによるゲーム上の特典はない。
クイズは稼働開始直後(4月13日)から2009年末(12月27日)まで、計38問出題。中には非常にマニアックな問題もあり、期間中の正解者数が500人に満たないこともあった。

## 関連ゲーム用語
BEMANIシリーズ共通の用語も参照のこと。
WAILING BONUS
譜面中に、バーとは別にギターの形をしたマークが入っていることがある。このマークのタイミングに合わせてギターを立ててピックした場合（厳密には、このマークのタイミングでピックを成功させた後、一定時間内にギターを立てた場合）、その時点でのコンボ数（最大500コンボ）×3000点のボーナス得点（WAILING BONUS）が入る。
なお、受付時間に猶予が1秒あり、ある程度接近しているバーを「本来のタイミングの時には立てないでピック→1秒後にギターを立てる」という形でプレイすると、ボーナス点が本来の位置よりもコンボ数が増えた状態で計算されることにより、最終的な得点が本来の理論値よりも多くなる。例えばVにおいて、「PARTY HARD」(BASIC/BASS)の本来の理論値は10,518,350点だが、本来のタイミングで立てずに1つ後のバーをピックした際に立ててもWAILING BONUSを取れるポイントが3カ所あり、3カ所全てで1つ遅らせてボーナスを獲得することで9,000点多い10,527,350点となる。この数値はVのスコアランキングにおいて、同譜面の最高得点であった。このテクニックは俗に「遅延ワイリング」や「ディレイワイリング」、または単に「遅延」と呼ばれている。遅延可能時間は1秒だが、PERFECT判定には±0.03秒の余裕があるため、理論上は1.06秒先のノートまで遅延可能。
ちなみに、ギターマークの形は2ndMIX以前と3rdMIX以降で形が違う。
スキルポイント
e-AMUSEMENTのカードを使用してプレイし、曲をクリアすることにより加算されていくポイント。「SP」や単に「スキル」と略される。難易度の高い曲を好成績でクリアすることでより多くのポイントを獲得できるため、プレイヤーの演奏能力の目安となる。
SP対象になるのは新曲枠14曲・旧曲枠36曲・ロング曲枠3曲（1曲につき複数譜面のクリア履歴がある場合は、譜面難度に関係なくポイントが高いほうを優先する）に限定される。そのため、合算対象に制限がない『beatmania IIDX』のDJ POINTに比べ、腕前の指標としての意味合いがより強い。
旧バージョンでは8th〜11thまで曲数に振り分けが無く、新曲旧曲ロング併せて上位30曲の合計(本来はこの方法がもっとも正確にスキルポイントを算出できる)。V〜V2は新旧ロングの上位30曲+ノンストップ3コース。V3では新曲13曲、旧曲35曲、ロング2曲、ノンストップ3コースという振り分けであった。
各曲で得られるスキルポイントは、譜面ごとの難度値を元に算出されるため、難度値やSPの計算式（非公開）が変更された場合は、プレイヤーの演奏能力とは無関係にSPの値が変わることもある（V3以降は一部譜面の難度値の調整が実施され、V2やV3では計算式が前作のそれから若干変更されているとされる）。特にV2では、ノンストップがスキルポイントに加算されるようになったのに加え、計算式がコンボ重視からパーフェクト重視に変更されたため、一気にインフレが起きた。
V2以前はSPが規定の数値に達すると、EXTRA/ENCORE/PREMIUM ENCORE各ステージの専用曲を通常の曲と同様に選択可能となっていた(いわゆる「解禁」)。なお、V3で解禁方法は変更されたが、必要とされるSPはバージョンが進むにつれてより高く設定される傾向にあった。
ロング曲
通常の曲が1分30秒前後で終わるのに対し、3分〜5分に及ぶ長い曲のこと。
3rdMIXにて、ロング曲のみ遊べる「BONUS TRACKモード」が初登場。当初は既存の曲のロングバージョンや、既存曲を3曲つなぎあわせたメドレーのみの収録だったが、6thMIXからはロングバージョンとしてのみ出現する独自曲も登場した。10thMIXにてBONUS TRACKモードが廃止され、STANDARDモードにて「通常曲を一定の曲数分消費」（消費する曲数は筐体設定に依存）することでプレイできるようになった。
なお、ロング曲は（通常曲1曲消費の設定になっていても）EXTRA STAGEでは選択することはできない。
ランキング
8thMIXでのe-AMUSEMENT導入より現在に至るまで、スキルポイントの順位を競う「スキルランキング」、曲のプレイ回数を集計する「ヒットチャート」、各曲ごとのスコア順位を競う「曲別ランキング」が行われている（ただし「曲別ランキング」は、V4よりゲーム終了後の順位表示が廃止された）。これらは公式サイトで閲覧可能なほか、ヒットチャートはゲーム機でも表示される。
また、以前には店舗単位のポイントを集計して競う「ショップランキング」（8thMIX〜V3にて実施）、セッションした人数を競う「お友達ランキング」（10thMIXにて実施）、難度別にHAZARDを適用してクリアした曲数を競う「ハザードランキング」（V2〜V3にて実施）なども存在した。
セッションコンボ
10thMIX以降、セッションプレイにおいて全てのプレイヤーがミスをせずにプレイできているバーの数が集計されるようになった。これがセッションコンボで、セッションプレイの場合は11thMIXにおけるギタドランドのポイント基本値も最大セッションコンボ数となる。
ギタドライフ
携帯電話サイトで会員登録することで利用できる、企画の状態を確認できるアプリ。アプリ自体はdrummaniaと共用で、メニューでどちらの状態を見るかを選択する。11thMIXおよびVでは団体戦企画のみ対応し、チーム内での貢献度順位を出す機能もあった。V以降は最後にプレイした店舗でバンドメンバー（セッションプレイの相方）を募集する機能も追加された。

## 歴代バージョン

### アーケード版（旧シリーズ〈GUITARFREAKS〜V8〉）
シリーズナンバーについては基本的には発売順と同じであるが、2ndMIXにはPlayStationとの連動機能を追加したLink versionが、8thMIXにはe-AMUSEMENT関連の機能を追加したpower-up ver.が存在する。また、2005年2月23日に稼働開始したバージョンではそれまでの様に数字を振るのではなく"GuitarFreaksV"というタイトルとなった。これについては、事実上の同一機種であるdrummaniaとのバージョンの統一を図るためのようで（実際に、番号がずれているので分かりづらかったという旨のスタッフの発言がある。）、このためかシリーズ全体の呼称の表記は現在GuitarFreaksとなっている場合が多くなっている。システムボイスは代々Thomas Howard Lichtensteinが担当。
- GUITARFREAKS (1999年3月15日稼働開始)
BEMANIシリーズの第4弾として作られた音楽ゲーム。ちなみに、楽曲にボーカルは無く全て器楽曲。
- GUITARFREAKS 2ndMIX (1999年7月10日稼働開始)
初のボーカル曲が収録された。また、同日稼動したdrummaniaとのセッションプレイも可能である。
- GUITARFREAKS 2ndMIX Link version (1999年9月稼働開始)
2ndMIXのバージョンアップ版。新曲が追加されたほか、メモリーカードを通してPlayStationとのリンクが可能になった。
また、同年11月には、家庭用コントローラを差し込んで遊ぶことのできる、LINK KIT 2(マイギター対応ver.)も投入された。
- GUITARFREAKS 3rdMIX（2000年4月21日正式稼動開始）
本来の稼動予定日だった2000年4月20日に本体が動作しなくなるバグが見つかり稼動開始日が1日遅れた。
このバージョンからBASSパートが選択可能になり、版権(ライセンス)曲も収録された。
- GUITARFREAKS 4thMIX（2000年9月13日稼動開始）
内面だけでなく、外見にもスピーカーユニットや足場が増設されるなど、大幅に改良が加えられた。
ドラムマニアとの互換性が上がり、この作品以降、ほぼ全ての新規曲でセッションが可能となる（ライセンス曲でのセッションも可能になった）。それまで3段階しか調節できなかったスクロールスピードが、×1倍速刻みで最高×7倍速まで調節できるようになった(詳細は「プレイスタイルメニュー」の「スクロールスピード」を参照)。ネックを押さえた時レーンに点灯するカラーもグラデーションになった。
また、「ENCORE STAGE」が追加されたのもこのバージョンから。リザルトにも「SS」と「E」が新たに追加された。
- GUITARFREAKS 5thMIX（2001年3月17日稼動開始）
譜面難度の変更方式、判定の方法が変わった(詳細は、前者は「譜面難度とパート」の「EASY、BASIC、ADVANCED、EXTREME」を参照、後者は「ゲームプレイの詳細」の「プレイする」を参照)。
drummania 4thMIX・KEYBOARDMANIA 3rdMIXとの3機種マルチセッションが可能。
- GUITARFREAKS 6thMIX（2001年9月13日稼動開始）
NONSTOPモードが初登場。また、クリップ下部に曲名、選択モード等の情報が表示される様になった。
- GUITARFREAKS 7thMIX（2002年2月28日稼動開始）
新たにOPENPICKパートが追加された。また、プレースタイルにも「DARK」が追加され、スクロールスピードもそれまでの×1倍速刻みから×0.5倍速に変更された。
一方、このバージョンで大幅な曲の削除が行われ、残留曲数を遙かに上回る曲数が削除された（後に少しずつ復活していくことになる）。マルチセッションへの対応が終了。
- GUITARFREAKS 8thMIX（2002年8月30日稼動開始）
e-AMUSEMENTに対応し、自分のプレーの順位やヒットチャート等の情報が分かるようになった。移植された曲も多い。本作より過去削除された曲からの復活枠が組まれるようになった。
BEGINNERモードが復活した。また、曲選択画面のバナーもリメイクを兼ねて復活した(ただし過去のものとは違い、DDRのような横長のもので、曲名がバナー上に表記されており、ライセンスカバー曲以外の曲のものにはさらにアーティスト名も表記される)。
スクロールスピードやBASS、OPENPICKパートへの切り替えコマンドが変更された（詳細は、前者は「プレイスタイルメニュー」の「スクロールスピード（SPEED）」、後者は「譜面難度とパート」の「GUITAR、BASS、OPENPICK」を参照）。
- GUITARFREAKS 8thMIX power-up ver.（2002年11月29日稼動開始）
e-AMUSEMENTの対応強化を主目的として発売された8thMIXのマイナーバージョンアップ版。エントリーカード対応となり、新たに新曲が6曲追加された。
システムBGMはTOMOSUKEが担当。
- GUITARFREAKS 9thMIX（2003年4月2日稼動開始）
キャッチフレーズは「POWER UP over POWER UP!!」。変更点は基本的に「GUITARFREAKS 8thMIX power-up ver.」と比べて同じだが、スキルポイントの全国ランキング表示やクリアした曲が一目で分かる様になった等といったカードの機能が充実した。だが、再び7thMIX並の大量の曲の削除が行われる。
システムBGMは古川もとあきが担当。
- GUITARFREAKS 10thMIX（2003年10月8日稼動開始）
キャッチフレーズは「Make a future groove!」。プレイスタイルから「LITTLE」がなくなり、代わりに「LIGHT」が登場した。また、スキル対象となっている曲のパートがGUITAR、BASS、OPENPICKのどのパートなのかが色で分かるようになり、スキルポイントが小数点以下第2位まで表示されるようになった。
本作から『ee'MALL』に対応。同作で購入した曲アイテムで新しい曲をプレイできるようになった。クリップ部分は「曲の最初と最後に曲名を示す1枚絵+汎用ムービー」。
システムBGMはTOMOSUKEが担当。
- GUITARFREAKS 11thMIX（2004年4月22日稼動開始）
キャッチフレーズは「IT'S A SHOWTIME!!」。ライセンス曲の収録が歴代シリーズで最も多く、邦楽は2003年夏にリリースされた曲が中心となった。ライセンス曲の新規収録曲数がV8までの歴代バージョン中最も多い。
システムBGMは小野秀幸が担当。
- GuitarFreaksV（2005年2月23日稼動開始）
本バージョンよりゲーム名が大文字と小文字が混在したものとなり、「V」シリーズとしてDrumManiaとナンバリングが統一された。キャッチフレーズは「yes!! just wanna "V"est!!!」。
システム基板の大幅な変更（PlayStation 2ベースでDVD-ROM＋HDDを搭載したものに変更された）により画質の向上を実現。それに伴い、モニターの画質が向上した新筐体も発売。工場を基調としたデザインとなっている。クリップが大幅に綺麗になり、実写のムービーも扱えるようになったが、一部の既存クリップの画質が荒くなり、ガクガクになってしまったというデメリットもある。また、ディスク容量の向上からそれまで収録寿命の短かったロング曲枠からも多くの曲が復活した。
システムBGMは中村康三が担当。
- GuitarFreaksV2（2005年11月24日稼動開始）
キャッチフレーズは「LIVE 2 GO!!」(文字の色はグレーだが、「V」と「2」が赤で強調されている)。ライブを基調としたデザインとなっている。新プレースタイルオプション「HAZARD」が出現した。
『ee'MALL』サービス終了に伴い、それまで購入した曲をどこのe-AMUSEMENT接続筐体からもプレイできる救済措置が取られた（未購入の場合は選曲不可）。
ギタドチャンコで復活した「Ultimate power」が版権曲初の復活曲となった。
バグや難易度詐称が多い理由かで、不評が相次いだ。また判定も厳しめであったよう。
システムBGMはJimmy Wecklが担当。
- GuitarFreaksV3（2006年9月13日稼動開始）
キャッチフレーズは「Big bang! On Music Galaxy!..」。宇宙を基調としたデザインとなっている。
e-AMUSEMENT PASSに対応。
インターネット対戦の「BATTLE MODE」、様々な条件を満たすことで得られる「称号」、一定期間ごとにEXTRA STAGEの曲が入れ替わる「EXTRA RUSH」等、多数の新システムが導入された。
『ee'MALL』の収録曲が正式に移植され、無条件でプレイ可能になった。家庭用『MASTERPIECE SILVER』に収録された3曲は、新ムービーが追加されたうえセッション可能になった（残りの曲はすべて従来通り「曲の最初と最後に曲名を示す1枚絵+汎用ムービー」、セッション不可）。
システムBGMは千本松仁が担当。
- GuitarFreaksV4 Яock×Rock（2007年8月8日稼動開始）
キャッチフレーズは「Are you Ready? Experience the"DoubleRock!!"」。Яock×Rockは『ダブルロック』と読む。 TVショウを基調としたデザインとなっている。
このバージョンから、現バージョンのbeatmania IIDXと同様にサブタイトルとして作品ごとのテーマがつけられ、画面もテーマに沿ったデザインとなっている。本作ではライブハウスを基調としたデザイン。
システム基板も他のBEMANIシリーズと同様、組み込み機器向けWindows XP Embedded搭載のPCベース(プログラム格納部DVD＋データ格納部HDD）となり、さらなる高画質化と大容量化を実現した。
GRAND PRIXモードが登場。一方でNON STOPモードが廃止された。
家庭用V3との連動要素により曲などが解禁する。
今作では前述の「EXTRA RUSH」システムに連動し、旧作EXTRA曲を当時の進出条件でクリアすると「SPECIAL STAGE」「LEGEND STAGE」が出現し、クリアすると当時には存在しなかった譜面が獲得できる。
「STILL OF THE NIGHT」「MOVE OVER」がライセンスカバー曲としては初の復活。
システムBGMは泉陸奥彦・千本松仁が担当。
- GuitarFreaksV5 Rock to Infinity（2008年6月18日稼働開始）
キャッチフレーズは「What's waiting for us beyond"Infinity?"」。無限を基調としたデザインとなっている。
サウンドディレクターに3rdより務めてきた泉陸奥彦に代わり、あさきが就任。
特定の条件を満たすことで「INFINITY STAGE」が出現し、それをクリアすると「ENDING」が演奏できる。
システムBGMは千本松仁が担当。
- GuitarFreaksV6 BLAZING!!!!（2009年4月9日稼動開始）
キャッチフレーズは「"Join the excitement!!!!"」。屋外ライブを基調としたデザインとなっている。
Vになって初めてオリジナル曲が削除された。
QUESTモードが登場。またGRAND PRIXモードが廃止され、BEGINNERモードがEASYモードへと名称変更された。
- GuitarFreaksV7（2010年3月25日稼動開始）
キャッチフレーズは「STRUM THE GUITAR!」。サブタイトルは無し。これはV3以来となる。『クエストモード』が廃止された。
一時はXGシリーズと代替わりするかと思われたが、コナミの商談会で発売が発表された。XGより後発で稼働が開始され、先に登場したXGで搭載している「CLASSICモード」とデータを共有できる。また、今作以降ロング曲は追加されていない。
筐体のサイズがXGよりも小さいので(V6以前と同様)店舗の大きさを考え、XGを稼動できないとした上でこちらを稼動する場合もあるが、XGに搭載される『CLASSICモード』の関係もありXGとV7両方を稼動させる店舗もある。
- GuitarFreaksV8（2011年3月28日稼動開始）
今作はXG2のCLASSICモードとデータが共有される。キャッチフレーズは存在しない。
稼動前は『前作の不評を受け、今作は盛大にシリーズを締めくくらせる』との情報があった。
V8をもってVシリーズは終了となり、XGシリーズが正式なメインシリーズとなる。2013年3月31日をもってe-AMUSEMENTサービスは終了。

### コンシューマー移植版
4thMIXまでは、コンシューマーゲームとしてPlayStation（初代、2ndMIX）とPlayStation 2（3rdMIX、4thMIX）に移植がされていたが、それ以降の新作は移植されていなかった。
しかし、2006年3月16日にPlayStation 2での約5年ぶりの発売となるVで、再びコンシューマーゲームでの展開も再開された。また、これに伴い、コナミデジタルエンタテインメントの通信販売サイトであるコナミスタイルのカスタムファクトリーで、アーケードスタイルコントローラの製作プロジェクトも立ち上げられ、2006年9月29日に発売された。
- PlayStation用
  - GUITARFREAKS（1999年7月29日発売）
専用コントローラも同時発売（同梱ではない）。
  - GUITARFREAKS APPEND 2ndMIX（2000年2月24日発売）
新曲追加のアペンドディスク。起動するには前作ディスクが必要。
- PlayStation 2用
  - GUITARFREAKS 3rdMIX & drummania 2ndMIX（2000年12月7日発売）
drummaniaとのカップリング。
それぞれ単独でも遊べ、プレイヤー2人によるギターとドラムのセッションプレイも可能。
  - ギタドラ! GUITARFREAKS 4thMIX & drummania 3rdMIX（2001年9月20日発売）
家庭版専用の「ENDLESS」モードや、家庭用オリジナル曲も多数収録された。しかし、発売直後に致命的なバグが確認され、コナミにより回収されることになってしまった。バグ修正版にはケースの側面の型番に・が付いている。このバグによる回収のため、しばらく移植版が停滞していた。
  - GuitarFreaksV & DrumManiaV（2006年3月16日発売）
約5年ぶりの家庭用ギタドラとなる。これに合わせてギター、ドラムの専用コントローラーも格安で再発売(初期版にあったスタンドは同梱されていない)。
  - GuitarFreaks & DrumMania MASTERPIECE SILVER（2006年8月31日発売）
家庭移植版が存在しない5th〜11thの埋め合わせとして発売。インターネットによる人気投票とスタッフ選曲の基で、70曲以上収録。スキンのカスタマイズも可能。ee'MALL曲にはクリップも追加された。
  - GuitarFreaksV2 & DrumManiaV2(2006年11月22日発売)
60曲以上収録。その中にはギタドラ最強(最凶)となる『DAY DREAM』も収録された。 4thMIX以来となる家庭用オリジナル曲も収録された。
  - GuitarFreaks & DrumMania MASTERPIECE GOLD（2007年3月8日発売）
MASTERPIECE SILVERの続編として発売。V3に未収録の曲を含む76曲を収録。スキンシステムにアタックエフェクトも設定可能になった。SILVERのデータを引き継げ、更に現在でも人気のある楽曲が収録されているため、当時売り切れるのが早かった作品でもある。
  - GuitarFreaks & DrumMania V3(2007年10月4日発売)
70曲以上収録。家庭用オリジナル曲も収録。アーケード版との連動企画を実施。
これ以降、家庭用移植版は発売されていない。

## 主要アーティスト
楽曲提供(コンポーザー)
- あさき
- 泉陸奥彦
- L.E.D.
- 小野秀幸(亜熱帯マジ-SKA爆弾)
- good-cool
- 96ちゃん
- 肥塚良彦
- 桜井敏郎
- 桜井零士
- 佐々木博史
- Jimmy Weckl(亜熱帯マジ-SKA爆弾)
- ショッチョー
- 妹尾和浩
- 杉本清隆(ORANGENOISE SHORTCUT)
- 千本松仁
- TAKA(colors)
- TAG
- Tatsh
- Des-ROW
- TЁЯRA
- Thomas Howard Lichtenstein
- TOMOSUKE(Orange Lounge)
- NAOKI
- Kozo Nakamura
- Handsome JET Project
- BeForU
- 古川もとあき
- DJ Yoshitaka
- Yuei(Handsome JET Project)
- wac
- WILD SPYKE(柴田浩之、有待雅彦)

歌唱参加
- A/I
- Aaron G
- AKINO LEE
- Angel O'Brien
- Anna Vieste
- ASMAT
- Bill German
- Brad Holmes
- Brenda Vaughn
- chiko
- Dennis Gunn
- Fu Fu's
- Helen Morrison
- iqua(板橋ギャング)
- Julie ann Frost
- Kevin Vecchione
- Kelly Cosmo
- 劉鋒
- MAKI
- Maria Eva
- meli♥melo
- Melodie Sexton
- nikaco
- ナインゼロ
- Nitza Melas
- Paula Terry
- Raj Ramayya
- Robbie Danzie
- serena
- SHORTCUTS
- Stephen Mcknight
- TAEKO
- TAISHO
- TOMOKO MIWA
- Twinkle☆berry
- U.KI
- vivi(from iyiyim)
- アグネスキムラ
- 荒牧陽子(あーたん)
- 石坂久美子
- 今井優子
- 入尾信充
- 浦田隆志
- 遠藤一馬
- くにたけみゆき
- 斉藤由佳
- 堺美子
- 鈴木愛
- 鈴木綾
- すわひでお
- 達見恵
- 樽木栄一郎
- 津屋知彦
- 寺島純子
- 土岐麻子
- 常磐ゆう
- 星野奏子
- みずしな孝之
- 森野くま子

## 評価
PS版GUITARFREAKSはファミ通クロスレビューでは8、9、9、8の34点。レビュアーはAC版ほぼそのままの移植で専用コントローラーのおかげで盛り上がれるとしたが、専用コントローラーがないと雰囲気や操作性も台無しでコントローラーとセットで一商品とすると高価、AC版プレイヤーからすればオリジナル曲が少ないとした他、操作感について慣れればいいとした者と小さくてボタンの押しごたえがあまりないとした者で分かれた。GameSpotは8.8/10のスコアで曲の種類が豊富で魅力的、グラフィックはハードの限界までには至らないが非常のエステティックだと賞賛、アメリカではコンピュータゲームでギターを演奏するというコンセプトはやや不合理だろうとした。
APPEND 2ndMIXはGameSpotでは9/10のスコアで新曲は難しいが、前作は中毒性はあるもののリプレイの価値あまりなかったが、本作のおかげで本当に完成したと述べた。
3rdMIX & drummania 2ndMIXはGameSpotでは9/10のスコアでDrumManiaの操作も一部搭載されていてGUITARFREAKSとDrumMania双方のファン向けであり、コンポジションは今まで通り魅力的とした一方で、2ndMIXから難易度が上昇、グラフィックが重要なシリーズではないがインターフェースの再設計が行われたが演奏中のスライドショーは過去作のようにイノセンス、専用コントローラーが必要で買うにはコストがかかり、通常のPS2コントローラでもプレイ可能だが結局は元も子もないとした。